# Goldsteins bog
Goldsteins bog er en fiktiv bog, der spiller en vigtig rolle for både handlingen og det overordnede tema i George Orwells dystopiske roman 1984 (originaltitel Nineteen Eighty-Four).
Orwells roman beskriver et totalitært samfund, der styres af det almægtige Parti. Emmanuel Goldstein optræder i den statslige propaganda som hovedfjenden, der konspirerer imod Store Broders "vise" ledelse. Orwell kommer tidligt i romanen ind på bogen, der angiveligt er skrevet af Goldstein: "Man hviskede også om en frygtelig bog, et koncentrat af alle kætterierne, som Goldstein havde skrevet, og som cirkulerede hemmeligt blandt medlemmerne. Den havde ingen titel. Hvis den overhovedet blev nævnt, omtaltes den kun som bogen.

## Baggrund
"Det var en tyk, sort bog, tarveligt indbundet og uden forfatternavn eller titel på bindet. Trykket var heller ikke for godt. Dens blade var slidte og krøllede, som om den var gået gennem mange hænder. På titelbladet stod der 
Hovedpersonen i 1984, Winston Smith hader i hemmelighed Partiet og Store Broder. Han kontakter til sidst et medlem af Inderpartiet, O'Brien, som han tror er med i Goldsteins sammensværgelse mod staten, og i begyndelsen virker det også, som om O'Brien faktisk er medlem af "Broderskabet", som bekæmper Store Broder. Med O'Briens hjælp får Winston fat i et eksemplar af Goldsteins bog, der iflg. O'Brien afslører det totalitære samfunds sande natur. Bogen er obligatorisk læsning, hvis man vil være medlem af "Broderskabet".
Over en tiendedel af Orwells roman er en ordret gengivelse af to lange afsnit fra Bogen, som Winston læser. Her beskriver Orwell baggrunden for hele romanen. "Goldstein" forklarer, hvordan den totalitære stat Oceanien og dens konkurrerende superstater Eurasien og Østasien opstod. 
Og endnu vigtigere, så forklarer "Goldstein" den politiske filosofi, som superstaterne bygger på. Da filosofien beskrives som et resultat af de autoritære tendenser i den første halvdel af det 20. århundrede, er denne del af romanen reelt Orwells forsøg på at forklare, hvor verden på hans tid kunne være på vej hen, hvis totalitarismen fik lov til at udvikle sig til sin yderste logiske konsekvens. Mange af de politiske overvejelser i Bogen er Orwells egne.

## Indhold
Winston læser to lange uddrag fra Bogens første og tredje kapitel, der har navn efter Partiets slagord Uvidenhed er styrke og Krig er fred. Andet kapitel, som man aldrig kommer til at læse i romanen, ville sandsynligvis have titel efter slagordet Frihed er slaveri. (Disse tre slagord optræder adskillige gange i romanen.) Da Bogen beskrives som en tyk bog, må man antage, at der er flere kapitler end blot disse tre.

### Første kapitel: Uvidenhed er styrke
Det første kapitel, Uvidenhed er styrke, begynder med at konstatere, at op gennem historien har alle samfund været inddelt i tre klasser: Overklassen, som hersker; Middelklassen, som tragter efter at overtage Overklassens plads; og Underklassen, der som regel er så undertrykt, at den ikke har andet mål end at overleve (hvis den i det hele taget er i stand til at formulere et politisk mål, er det et samfund, hvor alle er lige). Gang på gang op gennem historien har Middelklassen styrtet Overklassen med hjælp fra Underklassen, som man har fået på sit parti ved at bilde dem ind, at efter revolutionen vil der komme et retfærdigt samfund. Men så snart Middelklassen har fået magten, er den simpelthen blevet den ny Overklasse og er fortsat med at undertrykke Underklassen. Og når der så senere opstår en ny Middelkasse, har mønstret gentaget sig. Middelklassen taler kun om retfærdighed, lighed og broderskab, så længe den forsøger at komme til magten. Så snart den har magten, bliver den Underklassens nye undertrykkere.
Men i den første halvdel af det 20. århundrede skete der noget foruroligende. Allerede inden Middelklassen var kommet til magten, var den holdt op med at foregive – både over for andre og sig selv – at den stræbte efter lighed og retfærdighed for alle. "[F]or hver ny udgave af socialismen, der dukkede op efter år 1900, blev det klarere og klarere, at målet ikke længere var at indføre frihed og lighed. De nye bevægelser, der opstod i århundredets midte […] gik bevidst ud på at bevare ufriheden og uligheden". Det virkelige mål var at fastfryse historien i det øjeblik Middelklassen havde styrtet Overklassen og selv var blevet den nye Overklasse. Dette skulle være den sidste revolution nogensinde; den nye Overklasse skulle være ved magten til evig tid som et resultat af en bevidst strategi. De mennesker, der ønskede at blive det nye aristokrati var "bureaukrater, naturvidenskabsmænd, teknikere, fagforeningsledere, propagandaeksperter, sociologer, lærere, journalister og professionelle politikere; […] der stammede fra funktionærstandens øverste lag."
I det 20. århundrede havde den tekniske udvikling for første gang gjort et aldeles totalitært samfund muligt. Elektroniske indretninger som f.eks. tovejsfjernsyn (som teleskærmene i romanen) gjorde det muligt for myndighederne konstant at overvåge befolkningen og konstant at bombardere dem med propaganda. "For første gang var det muligt ikke blot at gennemtvinge fuldstændig lydighed over for statens vilje, men også fuldkommen ensrettede meninger." Efter den revolutionære periode i 1950'erne og 1960'erne (fremtiden for Orwell) delte samfundet sig uundgåeligt igen i de sædvanlige grupper, Overklassen, Middelklassen og Underklassen, og den nye Overklasse brugte den nye teknologi til at sikre sin stilling permanent.
Den nye Overklasse, Inderpartiet, nød godt af og beskyttede sine privilegier som en kollektiv gruppe og ikke som en masse individer. De gammeldags socialister opfattede ikke, at da Partiet fik magten, blev al ejendom i realiteten koncentreret på endnu færre hænder, end det havde været tilfældet under kapitalismen. De troede, at nu da der ikke længere var individuelle ejere, så var den eksproprierede ejendom folkets, og socialismen var dermed blevet indført. I virkeligheden var den økonomiske ulighed blevet gjort permanent, for Partiet var kun interesseret i at beholde magten – ikke i at omfordele velstanden. (Som det beskrives i tredje kapitel i Bogen, skaber Partiet bevist fattigdom, så masserne må kæmpe for blot at holde sig i live; de har således ikke fritid nok til at tænke selv.)
Partiet behøver ikke at frygte, at superstaten Oceanien skal blive omstyrtet udefra, på trods af de endeløse konflikter med de to andre rivaliserende superstater, Eurasien og Østasien; alle tre stater er stort set lige stærke, så ingen stat kan invadere (og vinde over) de andre. Proletariatet i Oceanien gør ikke oprør mod Partiet, for de er forment adgang til ethvert sammenligningsgrundlag og er således slet ikke engang klar over, at de er undertrykte. Den eneste potentielle trussel mod Partiets magt er hvis "der udskiller sig en ny gruppe dygtige, magtbegærlige mennesker, som har for megen fritid, eller at der opstår liberalisme og skepsis i deres egne rækker."
Oceaniens pyramideagtige samfundsstruktur gennemgås: Den øverste leder er Store Broder, en nærmest guddommelig skikkelse, som Bogen kraftigt antyder slet ikke eksisterer i virkeligheden, men som snarere er et fantom, der er skabt af Partiet, og som skal være den, man retter sin kærlighed og frygt imod. Under Store Broder i hierarkiet kommer Inderpartiet, der tæller mindre end 2 procent af den samlede befolkning. (Bogen nævner, at Inderpartiet aldrig har mere end 6 millioner medlemmer). Hvis Store Broder blot er et fantom, betyder det, at Inderpartiet er de virkelige herskere, der styrer alting med hård hånd (iflg. ovenstående klassifikation er de Overklassen). Inderpartiet kontrollerer det større Yderparti, der udfører Inderpartiets ordrer og således udgør Middelklassen. Helt uden for Partiet er der proletariatet (eller "the proles" som de kaldes i den engelske originaludgave), som udgør ca. 85 procent af befolkningen (dvs. Underklassen).
Disse uvidende og uuddannede masser udsættes normalt ikke for Partiets propaganda. "Man kan tillade sig at give dem tankefrihed, fordi de ikke kan tænke" og derfor anstifter de ikke oprør. Men Partimedlemmer kan man på den anden side ikke tillade nogen form for afvigende meninger. Faren for liberalisme og skepsis inden for Partiets rækker bekæmpes med massiv indoktrinering og overvågning af alle medlemmer. "Et partimedlem må ikke have private følelser og må aldrig slappe af i sin begejstring for Partiets sag. Han skal altid nære et fanatisk had til ydre fjender og indre forrædere, føle begejstring for sejre og være klar over sin egen ubetydelighed over for Partiets magt og visdom."
For at fastholde den grundlæggende idé om, at Store Broder er almægtig og Partiet ufejlbarligt, bliver historien hele tiden omskrevet. Partiet insisterer på, at fortiden alligevel ikke eksisterer i nogen objektiv betydning. Den findes kun i arkiver og i folks erindring, og da Partiet hævder, at det kontrollerer ikke blot nedskrevne oplysninger men også medlemmernes bevidsthed, betyder det, at Partiet reelt kan bestemme over fortiden, som det nu passer. Især viser det sig, at alle forudsigelser, som Partiet eller Store Broder nogensinde er kommet med, er fuldstændigt korrekte – iflg. den version af historien, som Partiet har godkendt.
Parti-medlemmerne bliver undervist i særlige mentale metoder til at undertrykke alle uortodokse tilbøjeligheder, bl.a. også i instinktivt at stoppe brat op ved antydningen af enhver farlig tanke. Endnu vigtigere er dobbelttænkning, som er en mental teknik, der gør det muligt for Partimedlemmerne at forblive ortodokse, selv når deres egen erindring eller helt åbenlyse kendsgerninger er i modstrid med, hvad Partiet hævder. "Dobbelttænkning betyder evnen til samtidig at have to modstridende meninger og at tro på dem begge." For eksempel må et Partimedlem, som er nødt til at "revidere" sin egen erindring for at være i overensstemmelse med Partiets seneste udgave af historien, nødvendigvis være klar over, at han laver om på virkeligheden, "men ved hjælp af dobbelttænkning overbeviser han sig selv om, at virkeligheden ikke er blevet forvansket. […] At fortælle bevidste løgne og samtidig være overbevist om deres sandhed, at glemme enhver kendsgerning, som er blevet ubehagelig, og så, når det atter bliver nødvendigt, at hale den frem fra glemselen så længe man har brug for den, at benægte eksistensen af en objektiv virkelighed og samtidig regne med den virkelighed, som man benægter – alt dette er uomgængeligt nødvendigt. Selv når man bruger ordet dobbelttænkning, er det nødvendigt at anvende dobbelttænkning. Ved hjælp af denne teknik kan Partiet bevare sin magt for evigt – "[f]or hemmeligheden ved magt er at forene troen på ens egen ufejlbarlighed med evnen til at lære af tidligere fejltagelser. […] [D]en fremherskende tilstand må være kontrolleret vanvid."
De sidste linjer i det kapitel, som Winston er i færd med at læse, lover, at hemmeligheden og motivationen bag Partiets politik vil blive afsløret. Uheldigvis for læseren opdager Winston, at Julia er faldet i søvn, og han holder derfor op med at læse, inden hemmeligheden afsløres.

### Andet kapitel
Som nævnt tidligere ville andet kapitel i Bogen sikkert have heddet Frihed er slaveri, men Winston får aldrig læst det. Visse af ideerne i kapitlet ville sikkert være stort set de samme, som dem O'Brien senere forklarer for Winston (især i betragtning af hvem det senere viser sig egentligt har skrevet "Goldsteins" bog). Som Partiet ser tingene, vil et menneske, der er alene eller "fri" altid lide nederlag, fordi vi alle skal dø. De, der er "frie", forbliver slaver af deres dødelighed. På den anden side kan Partiets slagord vendes rundt til "Slaveri er frihed", for de, der bliver Partiets slaver og underkaster sig så totalt, at de identificerer sig med Partiet, vil også få del i Partiets almægtighed og udødelighed – den ultimative frihed.

### Tredje kapitel: Krig er fred
Winston læser Tredje kapitel: Krig er fred, før han læser det første kapitel. Tredje kapitel forklarer den fulde betydning af Partiets slagord, som kapitlet har titel efter. Forfatteren beskriver, hvordan de tre superstater opstod. USA opslugte det Britiske imperium, hvorved Oceanien opstod; Rusland opslugte Europa, hvorved Eurasien opstod; og "efter yderligere ti års kampe" fremkom Østasien som den tredje superstat, der består af Kina, Japan og tilstødende områder. Disse superstater har i forskellige alliancer været i krig med hinanden i 25 år (der nævnes ingen årstal, men da romanens nutid er 1984, må det antages, at krigen begyndte i slutningen af 1950'rne – og for at tage højde for "yderligere ti års kampe" må det antages, at Oceanien og Eurasien opstod umiddelbart efter romanens udgivelse i 1949).
Den evige krig mellem superstaterne er tilsyneladende uden formål. "Det er en krig, hvis mål er begrænsede, og som udkæmpes mellem stater, der er ude af stand til at tilintetgøre hinanden, som ikke slås af materielle grunde, og som ikke adskiller sig fra hinanden gennem nogen virkelig forskel i ideologi." (Som det fremgår at dette kapitel i Bogen, er alle tre superstater stort set baseret på den samme totalitære ideologi som Store Broders Oceanien.) Men Partiet og de tilsvarende grupper i de andre superstater har aldeles gode grunde til at holde krigen i gang.
Igen gennemgår forfatteren den (virkelige) historie i det sene 19. og tidlige 20. århundrede og beskriver, hvordan anvendelsen af maskiner i produktionen hævede "levestandarden for gennemsnitsmennesket betydeligt. […] Det stod klart for alle tænkende mennesker, at det ikke længere var nødvendigt, at nogle mennesker måtte slide og slæbe og derfor blive betragtet som laverestående individer. Hermed forsvandt den vigtigste årsag til den sociale ulighed, og hvis maskinerne udelukkende var blevet anvendt til dette formål, kunne man i løbet af et par generationer have afskaffet sult, overarbejde, snavs, uvidenhed og sygdom." Men da Partiet ønsker at bevare et hierarkisk opbygget samfund med sig selv i toppen, er denne mulighed for at udrydde fattigdom og ulighed en dødelig trussel snarere end noget ønskværdigt, "for hvis alle levede under sikrede forhold og havde rigeligt med fritid, ville de menneskemasser, som normalt af deres fattigdom holdes i en tilstand af uvidenhed, begynde at sætte sig ind i problemerne og lære at tænke selv" – og i sidste ende omstyrte det oligarki, der hersker over dem. "I det lange løb ville et klassedelt samfund kun være muligt, hvis det var baseret på fattigdom og uvidenhed."
Da storproduktion vha. maskiner ikke kunne forhindres, nu da man havde opfundet det, må Partiet sørge for, at produkterne bliver ødelagt, inden de "gør tilværelsen for behagelig for den brede befolkning, så den i det lange løb ville blive for intelligent." En permanent krigstilstand løser dette problem: ressourcer bliver bevidst spildt på krigen, og "krigsindsatsen planlægges altid således, at den skal kunne absorbere det overskud, der måtte være tilbage, når befolkningens nødvendigste behov er blevet dækket. […] Man søger bevidst at holde selv de privilegerede grupper nede på et eksistensminimum, fordi den almindelige mangel på alle ting får små privilegier til at se større ud og således forøger forskellen mellem grupperne."
Derudover skaber krigen en mentalitet, som passer Partiet godt. Et Partimedlem skal være en "godtroende og uvidende fanatiker, hvis fremherskende følelser er frygt, had, underdanighed og orgiastisk begejstring. Det er med andre ord nødvendigt, at han har den rette krigsmentalitet. […] Netop i Inderpartiet er krigshysteriet og hadet til fjenden stærkest. I sin egenskab af administrator vil et medlem af Inderpartiet ofte vide, at en eller anden militærnyhed er usand, og han vil ofte være klar over, at hele krigen enten slet ikke finder sted eller føres af helt andre grunde end de officielle; men denne viden neutraliserer han let ved hjælp af dobbelttænkning. Og samtidig er ethvert medlem af Inderpartiet på mystisk vis overbevist om, at krigen virkelig finder sted, og at den vil ende med sejr for Oceanien, som vil komme til at herske enevældigt over hele verden."
Derfor fortsætter udviklingen af nye våben. Administratorerne i Inderpartiet er også klar over, at krigen ikke må få lov at slutte. Man kan ikke tillade en storstilet invasion af fjendes territorier, for så ville den ene superstats befolkning stå ansigt til ansigt med befolkningen i en anden superstat og finde ud af, at livsbetingelserne i de to superstater er stort set de samme. Selv ideologierne er nærmest identiske. For at opretholde billedet af fjenden som et uhyre, hvis ideologi er det rene barbari, er alle sider i krigen klar over, at "superstaternes egne grænser må aldrig passeres af andet end bomber."
Da krigen er svindel, og da hver superstat ikke kan erobres, har "krigen" ingen virkning på oligarkierne, der hersker i de tre superstater. Derfor "er hver af dem i virkeligheden en selvstændig verden, hvor lederne kan foretage næsten alle de forvanskninger, de vil. […] Herskerne i en sådan stat er enevældige på en måde, som Faraonerne eller de romerske kejsere aldrig kunne blive det. De må sørge for, at der ikke dør så mange af deres undersåtter, at det bliver ubehageligt, og de må holde deres krigsteknik på samme niveau som de to andre stater, men bortset herfra kan de forvanske virkeligheden lige så galt, det skal være."
Reelt er det sådan, at "krigen føres af hver herskergruppe mod deres egne undersåtter og krigens formål er ikke at erobre eller forsvare et landområde, men at bevare samfundsstrukturen." Da der ikke er nogen reel ydre trussel, kunne superstaterne lige så vel enes om at leve i permanent fred med hinanden; så ville de stadig for "bestandig være befriet for den ydre fares hæmmende indflydelse" (den form for fare der måske kunne tvinge herskerne til at opføre sig mere ansvarligt). Ifølge forfatteren "er dette den dybere betydning af Partiets slagord: Krig er fred".
(Interessant nok åbner romanen muligheden for, at der faktisk slet ikke er nogen krig. Man hører overvejende om krigen fra medierne og O'Brien. Winston ser på et tidspunkt en raketbombe ramme byen, men ved romanens slutning kan man sagtens forestille sig, at det er noget, Partiet har arrangeret. Da vi aldrig rigtigt får et billede af verden uden for Oceanien, lader romanen det stå åbent, om der rent faktisk er tre superstater og en krig, eller om dette også bare er det ultimative svindelnummer. O'Brien indrømmer, at hvis krigen ophørte med at tjene sit formål, ville Partiet blot fjerne de andre stater fra historien.

### Senere kapitler
Winston får ikke muligheden for at læse hele bogen, inden han arresteres af Tankepolitiet. Men han er overbevist om, at proletariatet en dag vil omstyrte verden. "Hvis der er håb om redning, måtte den komme fra proletarerne! Uden at have læst bogen færdig vidste han, at dette måtte være Goldsteins endelige budskab". O'Brien bekræfter senere over for Winston, at programmet, der beskrives i Bogen går ud på "at man hemmeligt skal samle sig forbudt viden og lade denne viden gå videre til andre; at proletarerne til sidst skal gøre oprør og styrte Partiet. Du forudså selv, at det var det, den ville sige."

## Den sande forfatter
I samme sammenhæng forkaster O'Brien programmet som nonsens. Det viser sig, at O'Brien i virkeligheden ikke er medlem af "Broderskabet". Faktisk antydes det, at Goldstein, "Broderskabet" og Bogen blot er opfundet af Partiet for at få potentielle oprørere (som Winston) til at afsløre sig selv. O'Brien, der er et loyalt Partimedlem, torturerer senere Winston for at helbrede ham for hans "vanvid": troen på at der findes en ydre virkelighed, som ikke er defineret af Partiet. O'Brien afslører, at Goldsteins bog er skrevet af en gruppe, som han selv har været medlem af. Da Winston spørger O'Brien, om det er sandt, hvad der står i bogen, er svaret: "Den beskrivende del – ja. Det program, den fremsætter, er det rene nonsens."
Det fører så til spørgsmålet om, hvordan O'Brien kunne være med til at skrive bogen og endda indrømme for en kætter som Winston, at beskrivelsen af historien og samfundet er korrekt, når O'Brien samtidigt støtter det system, som bogen afslører som et stort svindelnummer. Svaret er selvfølgelig dobbelttænkning. I den tid, det tog at skrive bogen, ville O'Brien delvist tænke som en tankeforbryder og skrive Oceaniens faktiske historie. Derefter ville O'Brien straks vha. dobbelttænkning fjerne alle kætterske tanker og igen følge Partilinien om, at der ikke findes en objektiv, uforanderlig historie; historien er blot, hvad Partiet ønsker, den skal være.
Torturscenerne i romanens afsluttende kapitler giver yderligere et svar på, hvad Partiets egentlige motiver er. Da han torturerer Winston, fortæller O'Brien ham den brutale og enkle sandhed: "Partiet ønsker magten udelukkende for sin egen skyld. Vi er ikke interesserede i andres velfærd; vi er udelukkende interesserede i magt. Ikke rigdom eller luksus eller et langt liv eller lykke; men kun magt, uindskrænket magt. […] Magt er ikke et middel, den er et mål. […]. Formålet med magt er magt." Da O'Brien nu har afsløret, at han er en af forfatterne til Bogen, og da han yderligere siger, at den er præcis nok som beskrivelse, må det antages, at dette også er det svar, Bogen selv giver.

## Opsummering
Under torturen afslører O'Brien Partiets sande natur for Winston. I O'Briens efterhånden berømte monolog opsummeres hele teorien bag 1984 i ét mefistofelisk afsnit, der slutter med ordene: 
"Hvis du vil danne dig et billede af fremtiden, så forestil dig en støvle, der tramper på et menneskeansigt – for bestandigt."

Denne artikel er en oversættelse af artiklen Goldstein's book på den engelske Wikipedia. Oversættelsen tager i sin sprogbrug desuden udgangspunkt i den danske udgave af 1984 (Gyldendals Tranebøger 1973), oversat af Paul Monrad.